# Kalmukken

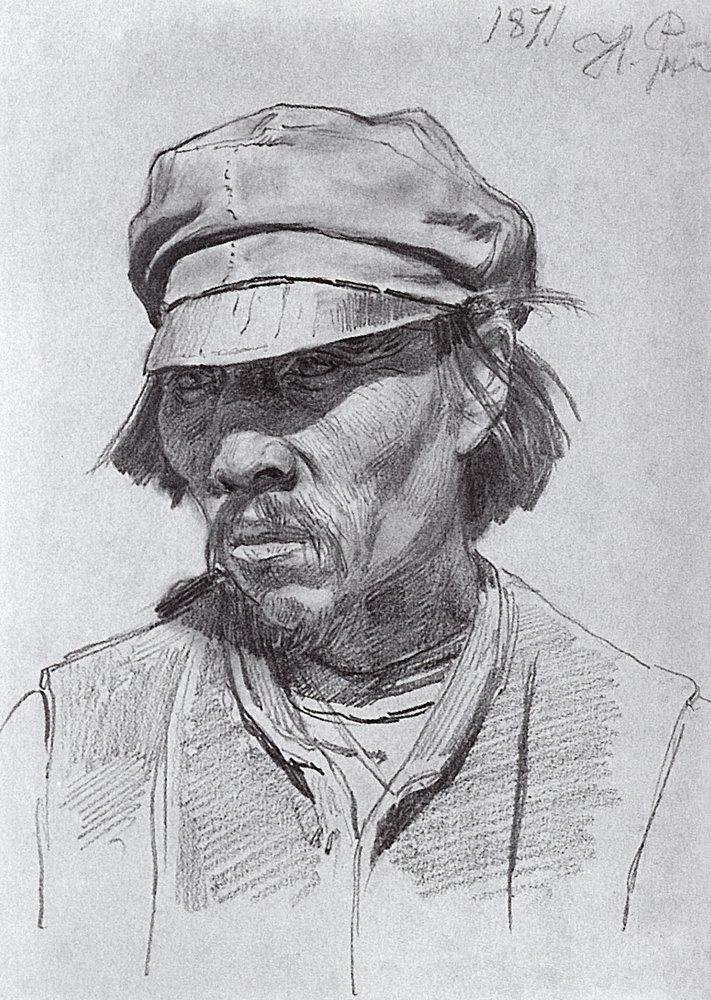
Portret van een Kalmuk door Ilja Repin (1871)

De Kalmukken of Kalmyken (Kalmuks: Хальмгуд) zijn nazaten van een aantal stammen van de stamfederatie van de Oirat-Mongolen. In de 16e en 17e eeuw leefden die stammen ten westen van het gebied dat nu de republiek Mongolië is.
De Kalmukken wonen al ongeveer 400 jaar in het Europese deel van Rusland. Er bestaan grote Kalmukkengemeenschappen in Duitsland, Frankrijk, Tsjechië en de Verenigde Staten. De Kalmukken omvatten in 2010 ongeveer 183.000 personen in Rusland.
De gehele Oirat-Mongoolse groep bestond in 1993 uit 518.500 personen. De Kalmukken zijn een boeddhistisch volk; naast het Russisch wordt door een minderheid van vooral oudere mensen het Kalmuks gesproken, in 2010 waren er in Rusland 80.500 sprekers.

## Geschiedenis

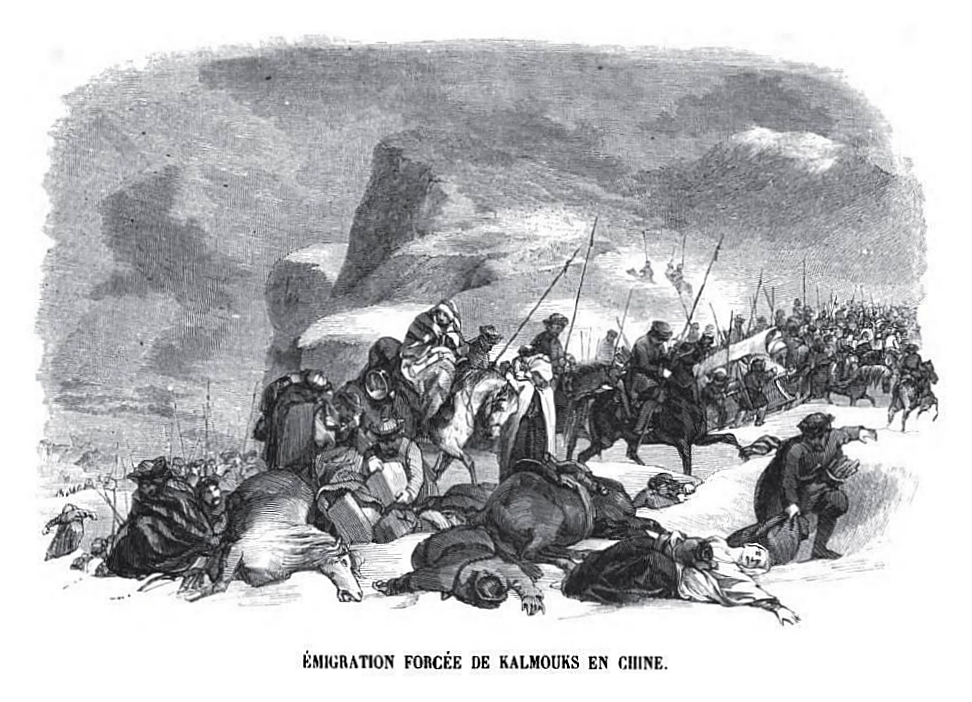
De terugtocht van de Torgut naar China. Gravure door Charles Michel Geoffroy, 1845.

Traditioneel waren de Oiraten verdeeld in vier stammen: Dörbet, Torgut, Khoshut, en Dzjoengaren. De vier stammen van de Oiraten leefden echter al vanaf begin 17e eeuw in onderling grote rivaliteit, bijvoorbeeld over bezit en gebruik van weidegronden.
In 1630 besloot de vrijwel gehele stam van de Torgut te migreren naar het gebied van de Wolgadelta en werd daarbij gevolgd door een aanzienlijk deel van de Dörbet. Er was duidelijk onvrede onder de Oirat-stammen over de pogingen die Djoengarenleider Khara Khula ondernam om de gehele politieke en militaire controle van de stamfederatie te verkrijgen.
Een belangrijke reden lag waarschijnlijk ook in de wens om niet-betwist weidegebied te verkrijgen. Het gebied van de Torgut werd steeds verder ingeklemd door toenemende invloed van Russen in het noorden, de Kazakken in het zuiden en dat van Dzjoengaren in het oosten. Het is ook mogelijk dat vooral de Torgut niet langer bereid waren om mee te doen aan de voortdurende militaire machtsstrijd tussen oostelijke en westelijke Mongolen die begin 17e eeuw weer was opgelaaid.
De meesten vestigden zich in het gebied dat oorspronkelijk tot de Nogai Horde behoorde maar door hen werd verdreven. De migranten hadden eerst een niet ongunstige status van autonomie daar. Vanwege de afname van die autonome status, toenemende druk van Duitse kolonisten op hun weidegronden en druk van de Russisch-orthodoxe kerk om hen te bekeren ondernamen ruim 170.000 mensen  in 1771 de weg weer terug naar hun oorspronkelijk leefgebied. Dat waren vrijwel alleen Torgut. Ongeveer 100.000 van hen overleden tijdens deze tocht.
De meeste Torgut bevonden zich op het tijdstip van aanvang van de terugtocht ten oosten van de Wolga. De leider van de terugtocht, Ubashi Khan, vertelde de Chinese autoriteiten later, dat hij nog enige tijd had gewacht op het verder dichtvriezen van de Wolga om groepen aan de westelijke oever in de gelegenheid te stellen zich bij hem te voegen. Hij zou echter gedwongen zijn te vertrekken toen de Russische gouverneur van het gebied de plannen ontdekte.
Dit verhaal is een geheel eigen leven gaan leiden, ook in de Europese literatuur over het onderwerp. Hedendaagse historici hebben grote twijfel over de historische juistheid daarvan en gaan ervan uit dat het grootste deel van de ongeveer 45.000 achterblijvers geen intentie hadden het gebied te verlaten.
De naam  Kalmukken wordt alleen gebruikt voor degenen die in Rusland achterbleven, in 1771 ongeveer 45.000 mensen, vooral Dörbet. De naam Kalmukken is ook afgeleid van het Mongoolse kalmagh , dat letterlijk achtergeblevenen betekent.

## Genetische oorsprong
Tot vrij recentelijk erkenden de Kalmukken en andere subgroepen van de Oiraten niet dat ze Mongolen waren. Ze hebben echter wel veel gemeenschappelijke genetische kenmerken. De Kalmukken hebben zich, in tegenstelling tot veel Siberische volken als bijvoorbeeld de Jakoeten, niet in groten getale vermengd met de Russen of andere Oost-Europese volken.

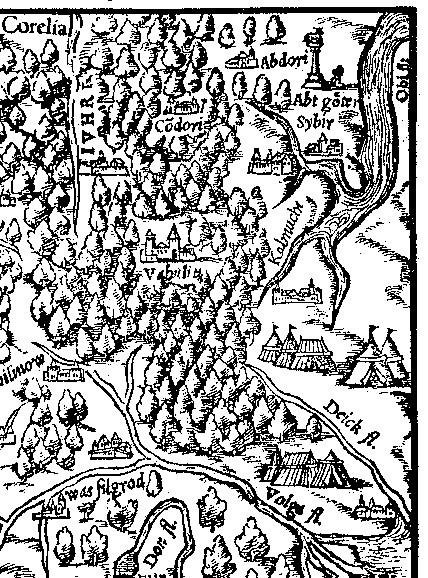
Fragment van "Cosmography" met "Kalmuchi"
(Sebastian Münster, 1544), een van de eerste West-Europese referenties naar het volk

## Oorsprong van de naam
De Turkse naam 'Kalmuk' betekent "overblijfsel" of "overblijven". Deze naam zou al in gebruik kunnen zijn geweest vanaf de 13e eeuw. In de 14e eeuw werden de Oiraten voor het eerst beschreven door de Arabische geograaf Ibn al-Wardi. De Khojas van Kashgar gebruikten de naam voor de Oiraten in de 15e eeuw. In de Russische geschriften komt de naam "Kolmak Tataren" vanaf 1530 voor en cartograaf Sebastian Münster (1488-1552) omschreef het gebied van de "Kalmuchi" op zijn kaart "Cosmography", die werd gepubliceerd in 1544. De Oiraten zelf gebruikten deze naam echter niet.
Er zijn veel pogingen ondernomen om de etymologie van de naam te achterhalen, van de legendarische zoöloog en plantkundige Peter Simon Pallas tot de huidige wetenschappers. Sommigen speculeren dat de naam aan hen werd toegekend toen ze besloten te blijven in de Altajregio, terwijl hun Turkse buren verder westwaarts migreerden. Anderen geloven dat de naam een reflectie is van het feit dat de Kalmukken de enige boeddhisten waren binnen een door moslims gedomineerd gebied. Weer anderen verklaren dat de naam werd gegeven aan de groepen die niet naar hun oorspronkelijke thuisland terugkeerden in 1771, maar aangezien de Kalmukken lang hiervoor al zo genoemd werden lijkt deze laatste verklaring onjuist. Er is daarmee nog geen sluitende verklaring gevonden.

## Religie
De Kalmukken in het Russische deel hangen het boeddhisme aan, terwijl de Sart Kalmukse minderheid in Kirgizië moslim zijn. De Russische Kalmukken (die de overgrote meerderheid der Kalmukken zijn) zijn aanhangers van het boeddhistisch lamaïstische Gelugpa ("deugdzame weg"). De Gelugpa worden vaak aangeduid als "Gele hoeden". Dit geloof is ontstaan uit het Indiase Mahayana-boeddhisme, dat in het Westen vaak wordt aangeduid als lamaïsme, van de naam van de Tibetaanse monniken (lama's). Tot de 17e eeuw hingen de Kalmukken het sjamanisme aan, waarna ze overgingen op de Gelugpa. Aanvankelijk werden de Kalmukse geestelijken vooral opgeleid in Tibet of op de steppe. Zij sloten zich daarna aan bij de Kalmukse kloosters, die vaak vanuit joerten opereerden, die de Kalmukken bij zich droegen tijdens hun nomadische bestaan. Vanaf die periode waren er veel Kalmukken, die op bedevaart in Tibet gingen.
Toen ze onder de heerschappij van de Russische tsaren kwamen, werd een gedeelte van hun leiders bekeerd tot het Russisch-orthodoxe geloof. De Russische tsaren probeerden de door hen veroverde gebieden stevig onder hun controle te brengen door onder andere het uitbannen van buitenlandse invloeden, om zo de bevolking loyaal aan de Russen te maken, zodat ze hun heerschappij zouden accepteren. De Russische tsaren lieten Russische en Duitse kolonisten langs de Wolga wonen. Zij kregen het beste land en veel Kalmukken moesten daardoor genoegen nemen met slechtere gronden, waardoor veel van hun kuddes verdwenen, wat weer tot gevolg had dat veel van hen in de armoede terechtkwamen. Een aantal van hen bekeerde zich daarom tot het christendom, om zo het economisch beter te krijgen. Ook begon de Russische regering pogingen te ondernemen om de geestelijkheid aan te pakken. Kloosters moesten voortaan door Russische architecten worden ontworpen en niet langer volgens de regels van de Kalmukse geestelijkheid. Als gevolg hiervan leken veel boeddhistische kloosters op orthodoxe kloosters. Om de invloed van de lama's in te dammen werd het contact met Tibet verboden en werd de Šajin Lama (opperste lama) aangesteld door de tsaar. Door economische marginalisatie werden veel monniken gedwongen om de kloosters te verlaten en een seculier leven aan te nemen. Tijdens de 19e eeuw nam daardoor het aantal kloosters in de Wolgaregio sterk af: van 200 begin 19e eeuw naar iets meer dan 60 begin 20e eeuw.
De Sovjets waren zich eveneens bewust van de invloed van de Kalmukse geestelijkheid over de bevolking en voerden een anti-godsdienstbeleid uit in de jaren 20 en 30 van de 20e eeuw, waarbij de Kalmukse choeroels (tempels) en kloosters werden vernietigd en hun inventaris in beslag werd genomen; de geestelijkheid en veel gelovigen werden mishandeld, gedood of naar werkkampen gestuurd; religieuze artefacten en boeken werden vernietigd en jonge mannen werd het verboden om religieuze training te volgen.
Tegen 1940 waren alle boeddhistische tempels gesloten of vernietigd en werd de geestelijkheid systematisch onderdrukt. Loewenthal schrijft dat het beleid zover werd doorgevoerd dat in het boek Sovetskaja Kalmykieja van B. Dzjimbinov uit 1940 niets werd vermeld over de Kalmukse geestelijkheid en het boeddhisme. Begin 1944 werden alle Kalmukken die niet in het Rode Leger vochten samen met veel andere Kaukasische volken vanwege "collaboratie met de Duitsers" gedwongen verhuisd naar Centraal-Azië en Siberië (zie Gedwongen volksverhuizingen in de Sovjet-Unie). In 1957 mochten ze weer terugkeren, maar pogingen om hun religie weer op te pakken of een tempel te bouwen werden onderdrukt. Tegen de jaren 80 waren de resultaten van de godsdienstonderdrukkingscampagne zo succesvol, dat het merendeel van de Kalmukken nooit geestelijke boeddhistische leiding had gehad. Met de intrede van de perestrojka veranderde dit echter. Het beleid veranderde en er werden wetten aangenomen die de vrijheid van godsdienst regelden. In 1988 ontstond de eerste boeddhistische gemeenschap. In 1995 waren er 21 boeddhistische tempels, 17 godsdiensthuizen voor christenen en 1 moskee.
Op 27 december 2005 werd een nieuwe choeroel geopend in Elista, die de "Gouden Tempel" werd genoemd en de grootste boeddhistische tempel van Europa is. De regering wilde hiermee een belangrijk leercentrum creëren voor boeddhisten uit de hele wereld. Daarnaast is het een belangrijk monument voor de Kalmukken die stierven door de verbanning tussen 1944 en 1957.